# بيل كارسون
بيل كارسون هو لاعب هوكي الجليد كندي، ولد في 25 نوفمبر 1899 في بريسبريدج في كندا، وتوفي في 29 مايو 1967.

## وصلات خارجية
- بيل كارسون على موقع دوري الهوكي الوطني (الإنجليزية)
- بيل كارسون على موقع قاعة مشاهير الهوكي (لاعب أن.إتش.أل) (الإنجليزية)
- بيل كارسون على موقع EliteProspects.com (الإنجليزية)
- بيل كارسون على موقع HockeyDB.com (الإنجليزية)
- بيل كارسون على موقع Hockey-Reference.com (الإنجليزية)